# Semidalis enderleini
Semidalis enderleini is een insect uit de familie van de dwerggaasvliegen (Coniopterygidae), die tot de orde netvleugeligen (Neuroptera) behoort. 
De wetenschappelijke naam Semidalis enderleini is voor het eerst geldig gepubliceerd door Meinander in 1972.